# Tìm kiếm cứu nạn
Tìm kiếm cứu nạn  là việc tìm kiếm và cung cấp sự trợ giúp cho những người bị tai nạn hoặc nguy hiểm sắp xảy ra. Lĩnh vực tìm kiếm và cứu nạn nói chung bao gồm nhiều tiểu lĩnh vực khác nhau, thường được xác định bởi các loại địa hình nơi công tìm kiếm thực hiện. Các tiểu lĩnh vực bao gồm cứu nạn trên núi; tìm kiếm cứu nạn trên mặt đất, bao gồm cả việc sử dụng cả chó nghiệp vụ cho việc tìm kiếm và cứu nạn; tìm kiếm và cứu hộ đô thị ở các thành phố, tìm kiếm cứu nạn trên chiến trường, tìm kiếm cứu nạn trên không-biển. Cơ quan quản lý tìm kiếm cứu nạn mỗi quốc gia thuộc quản lý của các cơ quan cấp trên khác nhau.

## Việt Nam
Các cơ quan tìm kiếm cứu nạn trực thuộc Chính phủ gồm:
- Ủy ban Quốc gia Tìm kiếm Cứu nạn [2]
- Ban Chỉ đạo Phòng chống Lụt bão Trung ương [3]

Các cơ quan tìm kiếm cứu nạn trực thuộc Ủy ban Nhân dân Tỉnh/Thành phố gồm các Ban Chỉ huy Phòng chống Lụt bão Tỉnh/Thành phố
Các cơ quan tìm kiếm cứu nạn trực thuộc Bộ Quốc phòng gồm:
- Cục Cứu hộ Cứu nạn Quân đội Nhân dân Việt Nam chịu sự chỉ huy của Bộ Tổng Tham mưu Quân đội Nhân dân Việt Nam [4]
- Phòng Cứu hộ Cứu nạn Hải quân Nhân dân Việt Nam
- Phòng Cứu hộ Cứu nạn Không quân Nhân dân Việt Nam
- Phòng Cứu hộ Cứu nạn Cảnh sát biển Việt Nam
- Phòng Cứu hộ Cứu nạn Bộ đội Biên phòng Việt Nam

Các cơ quan tìm kiếm cứu nạn trực thuộc Bộ Công an gồm:
- Cục Cảnh sát Phòng cháy chữa cháy và Cứu nạn cứu hộ [5]

Các cơ quan tìm kiếm cứu nạn trực thuộc Bộ Giao thông Vận tải gồm:
- Trung tâm Phối hợp Tìm kiếm Cứu nạn Hàng hải, chịu sự quản lý của Cục Hàng hải [6]: chia thành 4 khu vực gồm Khu vực I (vịnh Bắc Bộ), Khu vực II (vùng biển Bắc Trung Bộ), Khu vực III (vịnh Thái Lan và vùng biển Nam Bộ) và Khu vực IV (vùng biển Nam Trung Bộ)
- Trung tâm Phối hợp Tìm kiếm Cứu nạn và Ứng phó Khẩn cấp Hàng không, chịu sự quản lý của Tông công ty Quản lý Bay Việt Nam [7]: chia thành 3 khu vực gồm miền Bắc, miền Trung và miền Nam